# Schutzzone (Sicherheitspolizeigesetz)

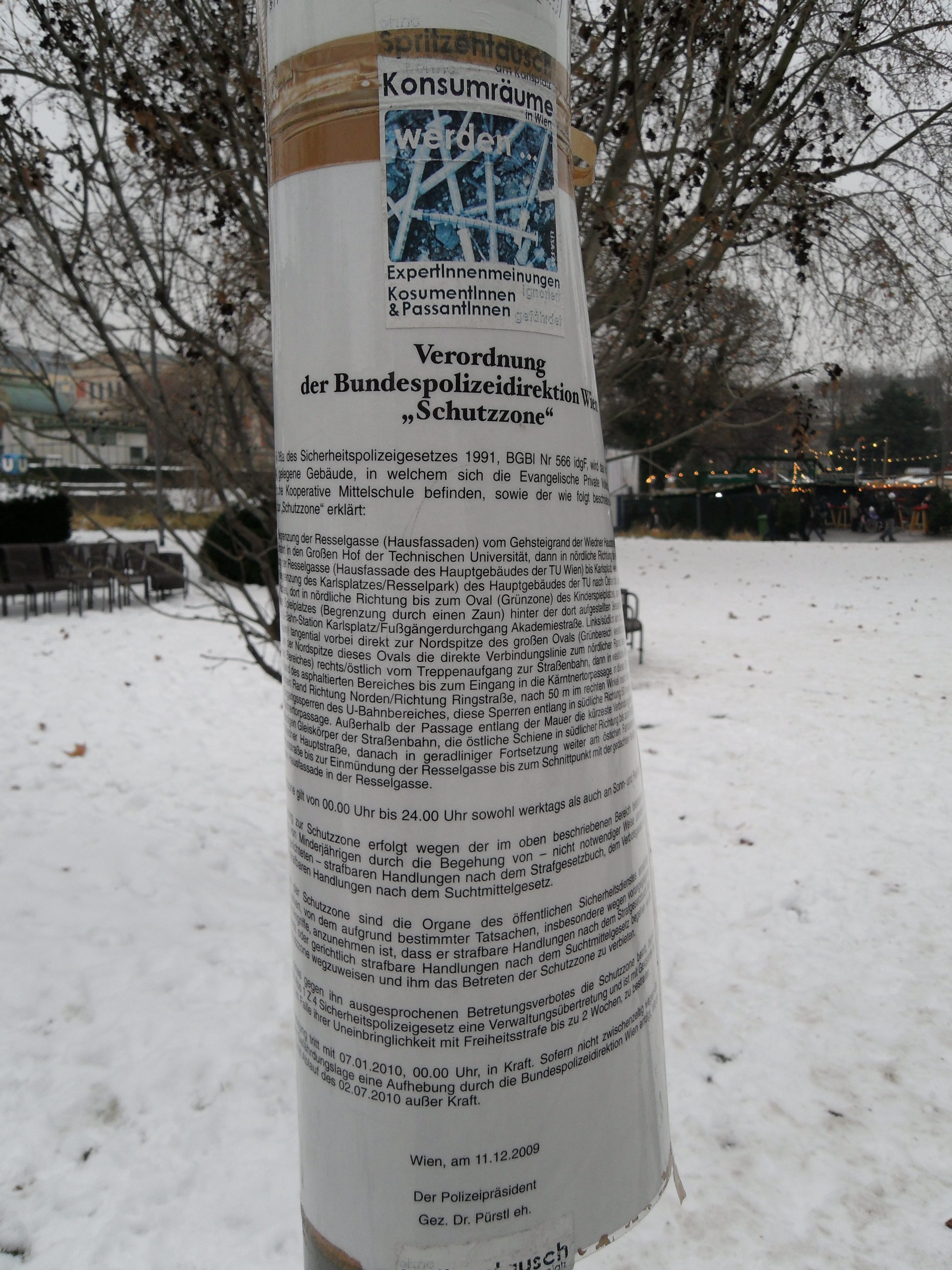
Kundmachung einer Verordnung, mit der 2010 der Karlsplatz zur Schutzzone erklärt wurde

Die Einrichtung einer Schutzzone ist in Österreich eine sicherheitspolizeiliche Maßnahme. Schutzzonen werden von Sicherheitsbehörden verordnet, um Minderjährige vor den Auswirkungen krimineller Handlungen an bestimmten Orten effektiver schützen zu können. Sie stellen im Gegensatz zum Platzverbot kein generelles Betretungsverbot dar, sondern ermöglichen es den Organen des öffentlichen Sicherheitsdienstes, bestimmte Personen, von denen kriminelle Handlungen zu erwarten sind, aus der Schutzzone zu weisen und ihnen das Betreten derselbigen zu untersagen.

## Gesetzliche Regelung
Gesetzlich geregelt ist die Schutzzone in § 36a Sicherheitspolizeigesetz. Der Paragraph gliedert sich in vier Absätze, die unterschiedliche Aspekte der Durchführung einer Schutzzonen-Erklärung näher determinieren.
Im ersten Absatz wird geregelt, dass die Sicherheitsbehörde einen bestimmten Ort, an dem überwiegend Minderjährige von den Auswirkungen gerichtlich strafbarer Handlungen bedroht sind, mittels Verordnung zur Schutzzone erklären kann. Als geeignete gerichtlich strafbare Handlungen, die die Einrichtung einer Schutzzone rechtfertigen, werden durch das Gesetz solche nach dem Strafgesetzbuch, dem Verbotsgesetz und insbesondere dem Suchtmittelgesetz bezeichnet. Weiters wird festgelegt, dass die Schutzzone ein Schutzobjekt, wie etwa eine Schule, einen Kindergarten oder ein Kindertagesheim, sowie einen Bereich im Umkreis dieses Schutzobjekts umfasst. Der genaue Bereich, der nicht mehr als 150 Meter im Umkreis um das Schutzobjekt reichen darf, wird von der Sicherheitsbehörde mittels Verordnung festgelegt.
Der zweite Absatz definiert näher, wie die Verordnung, mit der eine Schutzzone eingerichtet wird, auszusehen und was diese zu beinhalten hat. Es handelt sich dabei um Formvorschriften, die die Sicherheitsbehörde bei sonstiger Nichtigkeit der Verordnung jedenfalls zu beachten hat. Dazu gehört es etwa, die genaue Bezeichnung der Schutzzone und die Dauer, während der die Verordnung gelten soll, sowie den Tag des Inkrafttretens der Verordnung in dieser genau zu benennen. Ebenfalls trifft der zweite Absatz Anweisungen bezüglich der Aufhebung der Verordnung, die erfolgen soll, wenn keine Gefährdung mehr vorhanden ist oder jedenfalls längstens nach sechs Monaten. Sollte sechs Monate nach dem Inkrafttreten der Verordnung die Gefährdung nach wie vor bestehen, so muss die Behörde zur Aufrechterhaltung der Schutzzone eine neue Verordnung erlassen.